# 1068 Нефертіті
1068 Нефертіті (1068 Nofretete) — астероїд головного поясу, відкритий 13 вересня 1926 року.
Тіссеранів параметр щодо Юпітера — 3,269.